# Moritz Calisch
Moritz Calisch (Amsterdam, 1819 – 1870) fou un pintor neerlandès del segle xix.

## Biografia

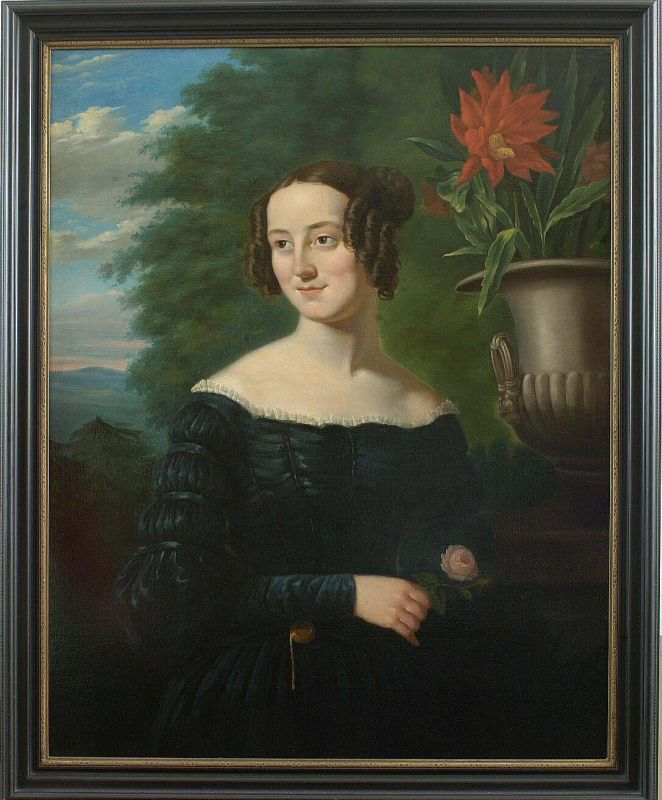
Retrat de Berthe Hoola van Nooten al Tropenmuseum

Moritz Calisch va estudiar a l'Acadèmia Reial d'Amsterdam sota el mestratge de Jan Adam Kruseman i va esdevenir membre de la societat d'artistes Arti et Amicitiae, on més tard seria de vicepresident.
El 1834 va guanyar 150 florins neerlandesos de la Societat de Pintura de Rotterdam i dues medalles de plata per les pintures La visita de la maternitat a la família d'un pescador i Louis Bonaparte oferint ajuda durant una inundació.
És conegut pels retrats de l'elit jueva d'Amsterdam, però també per al gènere històric treballa en l'estil romàntic del segle xix. Calisch era jueu i tres dels seus amics van prendre la iniciativa de crear un monument en el seu nom.